# Раненый (Курбе)
«Раненый» (фр. L'Homme blessé; дословный перевод названия Раненный мужчина) — картина французского художника Гюстава Курбе, написанная между 1844 и 1854 годами. Хранится в музее Орсе в Париже.

## История
Эта картина является одним из многих автопортретов Курбе. Была написана в 1844 году и первоначально представляла спящего, более молодого художника и женщину, опирающуюся на его плечо. В 1854 году после любовного разрыва, Курбе возобновил свою работу над картиной и заменил женщину мечом, добавив кровавое пятно в районе сердца.
Курбе хранил это полотно у себя до своей смерти в 1877 году. В рамках коллекции Джульетты Курбе, сестры Курбе, картина была приобретена государством[уточнить] на аукционе в отеле Дру в Париже. Сначала работа выставлялась в Лувре, но затем в 1986 году была передана музею Орсе.
Курбе написал копию (79,5 × 99,5 см) этой картины в 1866 году, которая в настоящее время выставлена в Галерее Бельведер.

## Описание
На картине изображён мужчина с закрытыми глазами, лежащий на дереве. Кажется, что он спит. Он держит в руке кусок покрывала, укрывающего его. Кровавое пятно на рубашке на уровне сердца и меч, лежащий слева, указывают на дуэль, которая пошла не так, как он ожидал.
В письме своему другу Прудону Курбе объясняет, что «истинную красоту можно найти только в страдании… Вот почему мой умирающий дуэлянт прекрасен».

## Анализ картины
Сканирование холста показало, что под текущим изображением есть ещё два. На первом слое изображена голова женщины. На втором — двое влюблённых, одним из которых был молодой Гюстав Курбе. Третий слой — Курбе, раненый, лежащий у подножья дерева. 